# C/240 V1
C/240 V1 ist ein Komet, der im Jahr 240 mit dem bloßen Auge gesehen werden konnte. Er wird aufgrund seiner außergewöhnlichen Helligkeit zu den „Großen Kometen“ gezählt.

## Entdeckung und Beobachtung
Die chinesischen Chroniken Sòng Shū aus dem 5. Jahrhundert und Chén Shū aus dem 7. Jahrhundert berichten davon, dass am 10. November 240 im Westen ein „Besenstern“ in der Himmelsregion Wěi erschien. Die Angaben deuten darauf hin, dass der Komet nach Sonnenuntergang tief am Abendhimmel im Sternbild Schlangenträger zu sehen war. Nach dem Sòng Shū erreichte der Schweif eine Länge von 30° und nach dem Chén Shū von 20°. Der Komet bewegte sich in den folgenden Wochen durch das Sternbild Steinbock und ging dabei in geringem Abstand an der Venus vorbei. Er konnte noch bis zum 19. Dezember beobachtet werden, als er im Sternbild Wassermann stand.
Wiliams gab für die Zeit des Erscheinens des Kometen den Zeitraum 5. November bis 14. Dezember an.
Der Komet erreichte um den 20. November eine Helligkeit von 1–2 mag.

## Umlaufbahn
Für den Kometen konnte von Johann Karl Burckhardt aus den Beobachtungen über 39 Tage nur eine sehr unsichere parabolische Umlaufbahn bestimmt werden, die um rund 44° gegen die Ekliptik geneigt ist. Im sonnennächsten Punkt der Bahn (Perihel), den der Komet um den 10. November 240 durchlaufen hat, befand er sich demzufolge mit etwa 55 Mio. km Sonnenabstand im Bereich der Umlaufbahn des Merkur. Um den 29. November könnte er sowohl der Venus bis auf etwa 74 Mio. km als auch etwa 4 Stunden später der Erde bis auf knapp 147 Mio. km (1 AE) nahegekommen sein.
Aufgrund der unsicheren Ausgangsdaten kann keine Aussage darüber getroffen werden, ob und gegebenenfalls wann der Komet in das innere Sonnensystem zurückkehren könnte.